# Dendrotion spinosum
Dendrotion spinosum är en kräftdjursart som beskrevs av Sars 1872. Dendrotion spinosum ingår i släktet Dendrotion och familjen Dendrotionidae. Arten är reproducerande i Sverige. Inga underarter finns listade i Catalogue of Life.